# Wladimir Alexandrowitsch Kotelnikow

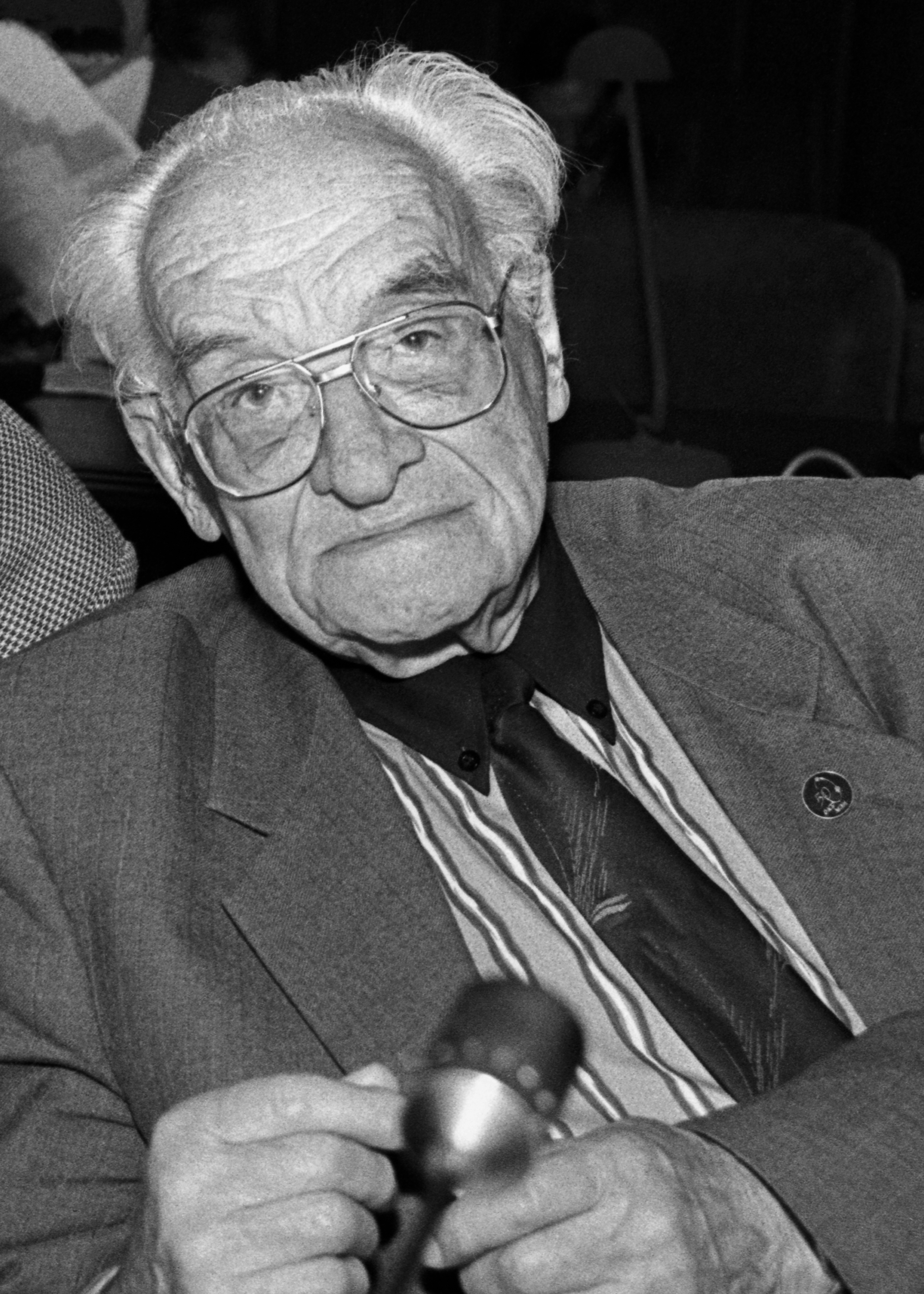
1997

Wladimir Alexandrowitsch Kotelnikow (russisch Владимир Александрович Котельников, wiss. Transliteration Vladimir Aleksandrovič Kotelnikov; * 6. September 1908 in Kasan; † 11. Februar 2005 in Moskau) war ein sowjetischer Elektrotechniker auf dem Gebiet der Funktechnik und Informationstheorie.

## Tätigkeit
Kotelnikow war der Sohn des Mathematikers Alexander Petrowitsch Kotelnikow und Enkel des Mathematikers Pjotr Iwanowitsch Kotelnikow. In den Jahren 1926–1931 studierte Kotelnikow Funktechnik am Energetischen Institut (MEI). Er promovierte in Ingenieurwissenschaften. 1931–1941 arbeitete er als Ingenieur, Assistent, Laborleiter und Dozent am MEI. Zwischen 1941 und 1944 arbeitete er in Industriebetrieben und an der Entwicklung von Fernmeldeapparaturen. Kotelnikow war 1944–1980 als Dozent, Professor und Lehrstuhlinhaber am MEI tätig, wobei ihn während der ersten Jahre die MEI-Direktorin Walerija Golubzowa unterstützt hatte. Von 1953 bis 1987 war er stellvertretender Direktor und ab 1954 Direktor des Instituts für Radiotechnik und Elektronik der Sowjetischen Akademie der Wissenschaften (IRE / RAW), dessen Gründung er mit Axel Berg, Boris Wwedenski, Nikolai Dewjatkow, Juri Kobsarew, Wladimir Migulin und Dmitri Sjornow initiiert hatte. 1987 wurde er dort Ehrendirektor. Er war 1970 bis 1988 Vizepräsident der RAW und ab 1988 Berater des Präsidiums.

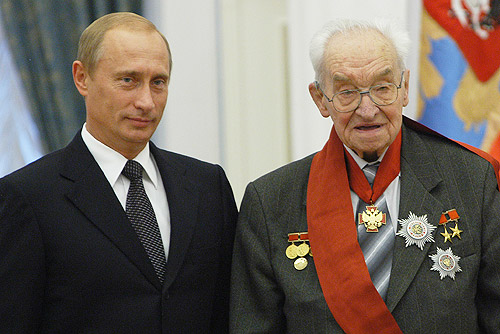
Wladimir Alexandrowitsch Kotelnikow (2003)

## Ehrungen
- 1967 Ehrendoktorwürde der Tschechischen Technischen Hochschule.
- 1995 Ehrendoktorwürde der St. Petersburger Elektrotechnischen Universität.
- 1999 Grundlagenpreis der Eduard-Rhein-Stiftung
- Staatspreis der UdSSR (2 ×)
- Leninpreis
- Held der Sozialistischen Arbeit (2×)
- sowie die Popow-, Lomonossow- und Keldysch-Goldmedaillen.
- 1984 wurde der Asteroid (2726) Kotelnikov nach ihm benannt.

## Publikationen
Kotelnikow verfasste drei Bücher und über achtzig wissenschaftliche Beiträge.
Kotelnikow formulierte und publizierte 1933 erstmals mathematisch exakt das WKS-Abtasttheorem. Diese Veröffentlichung in einem sowjetischen Konferenzbericht wurde im Osten seit den 1950er Jahren referenziert, blieb aber allgemein im Westen bis in die 1980er weitgehend unbekannt. Seitdem wird es zunehmend als Whittaker-Kotelnikow-Shannon-Abtasttheorem bezeichnet. Wladimir Kotelnikow wurde weltweit im Kreis der Theoretiker der Kommunikationstechnik durch seine Arbeiten über störungsunempfindliche Nachrichtenübertragung von 1947 bekannt.
In den 1950er und 1960er Jahren spielte er dann eine leitende Rolle bei den Kommunikationsaspekten des sowjetischen Satellitenprogramms. Danach beschäftigte er sich mit Problemen der Radio- und Radar-Astronomie. Er gilt heute als Nestor der russischen Kommunikationstechnik.
Die zentrale Bedeutung des Abtasttheorems für die gesamte moderne Kommunikationstechnik gab Anlass, Kotelnikow den Eduard-Rhein-Grundlagenpreis 1999 zu verleihen.

## Veröffentlichungen
- W. A. Kotelnikow: On the transmission capacity of „ether“ and wire in electrocommunications, Izd. Red. Upr. Swjasi RKKA (1933),
  - Deutscher Titel etwa: Über die Übertragungskapazität des „Äthers“ und von Kabeln in der elektronischen Kommunikationstechnik, Berichte der ersten Gesamtsowjetischen Konferenz über den Wiederaufbau des Telekommunikationssektors und der Entwicklung der Niederspannungstechnologie, Moskau 1933
  - Englische Übersetzung (PDF) (378 kB)
  - Neuabdruck in: Modern Sampling Theory: Mathematics and Applications (Buchvorstellung), Editoren: J. J. Benedetto und PJSG Ferreira, Birkhauser (Boston) 2000,  ISBN 0-8176-4023-1